# Долина реки Малая Истра
Долина реки Малая Истра — государственный природный заказник (комплексный) регионального (областного) значения Московской области, целью которого является сохранение ненарушенных природных комплексов, их компонентов в естественном состоянии; восстановление естественного состояния нарушенных природных комплексов, поддержание экологического баланса. Заказник предназначен для:
- сохранения и восстановления природных комплексов;
- сохранения местообитаний редких видов растений, лишайников и грибов;
- ведения мониторинга видов грибов и лишайников, занесенных в Красную книгу Московской области;
- выполнения научно-исследовательских работ по изучению объектов особой охраны заказника.

Заказник основан в 1987 году. Местонахождение: Московская область, городской округ Истра, сельское поселение Костровское, к западу и востоку от деревни Киселёво, в непосредственной близости; к югу, юго-западу и востоку от деревни Леоново, к западу от деревни Петушки, в непосредственной близости. Общая площадь заказника составляет 480,72 га. Заказник включает кварталы 2, 3, 4, 8, 9 Чеховского лесотехнического участка Новоиерусалимского участкового лесничества Истринского лесничества.

## Описание
Заказник расположен на южном макросклоне Московской возвышенности и приурочен к долине реки Малая Истра в зоне распространения грядово-холмистых моренных и слабоволнистых моренно-водно-ледниковых равнин. Абсолютные высоты территории изменяются от 148 м над уровнем моря (меженный уровень уреза воды в реке Малая Истра) до 207 м над уровнем моря (вершина холма в восточной части заказника). Кровля дочетвертичного фундамента местности представлена верхнеюрскими глинами с прослоями песков.
Территория заказника включает междуречные грядово-холмистые моренные и слабоволнистые моренно-водно-ледниковые равнины, а также правобережные фрагменты долины Малой Истры. Наиболее возвышенное положение в заказнике занимают моренные холмы, протянувшиеся грядой с запада на восток в южной части территории. Вытянутые холмы имеют длину до 1—1,5 км, высоту — до 12—15 м. Крутизна склонов холмов, сложенных покровными суглинками на морене, составляет 2—5°. Окружающие холмы нижележащие слабоволнистые поверхности моренно-водно-ледниковых равнин сложены покровными суглинками и супесями, переходящими в водно-ледниковые и подстилающимися мореной. Северную оконечность заказника занимают фрагменты поймы и первой надпойменной террасы реки Истры, а также многочисленные овраги, балки и долины ручьев, вскрывающиеся в её долину. Поверхности надпойменной террасы сложены древнеаллювиальным песчано-супесчаным и суглинистым материалом. Междуречные и террасные равнины восточной части заказника прорезаются долиной малой реки Шуровки. Глубина вреза долины достигает 10—15 м, крутизна бортов — 25—30°. В пределах многочисленных в заказнике балок и оврагов развивается боковая и донная эрозия, на склонах — активные делювиальные процессы, распространена солифлюкция. Пойменные поверхности представлены в заказнике преимущественно узкими участками, протянувшимися вдоль северной границы территории. Поверхности поймы сложены супесчаным или суглинистым аллювием. В границах заказника встречаются линейные антропогенные формы рельефа — канавы шириной до 1,5 м.
Гидрологический сток в пределах заказника направлен в реку Малую Истру (правый приток реки Истры), относящуюся к бассейну реки Москвы. По восточной части заказника с юга на север протекает малая река Щуровка, впадающая в Малую Истру у северной границы территории. Ширина русла реки — до 5 м, глубина — в пределах 0,5 м. Дно водотока — песчано-каменистое. По склонам террасы и в пределах эрозионных форм образовались многочисленные выходы на поверхность подземных вод, по днищам балок и оврагов протекают постоянные и временные водотоки.
Почвенный покров территории заказника представлен преимущественно дерново-подзолистыми и дерново-подзолисто-глеевыми (по понижениям) почвами на междуречных поверхностях и надпойменной террасе. На пойме отмечаются аллювиальные светлогумусовые почвы, в местах сочений и по днищам эрозионных форм — перегнойно-глеевые почвы. На небольшом верховом болоте в западной части заказника образовались торфяные олиготрофные почвы.

### Флора и растительность
Основным объектом охраны в заказнике являются хорошо сохранившиеся мелколиственно-еловые и елово-мелколиственные леса водоразделов и склонов долины реки Малой Истры, пересеченные оврагами, с преобладанием ели, осины и березы, участием дуба и клёна платановидного.
На водоразделах во всех кварталах заказника преобладают мелколиственно-еловые и елово-мелколиственные кислично-папоротниково-широкотравные леса с дубом. Возраст некоторых берез, осин и елей превышает 80—100 лет, а диаметр стволов 50—60 см. Ель в первом ярусе встречается нечасто, обычно формируя второй ярус. В подросте участвуют ель, дуб, береза и клен, реже — липа, в подлеске — лещина, крушина ломкая, рябина, местами — черемуха и калина. В травяном покрове участвуют виды широкотравья, таёжных лесов и влажнотравья. Есть участки с преобладанием кислицы обыкновенной и папоротников (щитовники картузианский и мужской, кочедыжник женский), участки зеленчуковых или волосистоосоковых лесов. Наиболее часто встречаются зеленчук, сныть, кислица, копытень европейский, живучка ползучая, ожика волосистая, осока лесная, медуница неясная и различные папоротники. Местами обилен или пролесник многолетний, или осока волосистая, на прогалинах и в разреженных участках леса нередки ландыш майский, земляника лесная, вербейник монетчатый, гравилат речной, сивец луговой, звездчатка жестколистная, костяника, колокольчик персиколистный (редкий и уязвимый вид, не включенный в Красную книгу Московской области, но нуждающийся на её территории в постоянном контроле и наблюдении). В тенистых участках растут воронец колосистый, будра плющевидная, фиалки теневая и удивительная. Мхи представлены атрихумом и эуринхиумом, местами — видами мниума и плагиомниума, а также плагиохиллой порелловидной. В этих лесах отмечены скопления мутинуса собачьего.
Среди этих лесов имеются старые вырубки с отдельными сохраненными деревьями дуба, березы или ели редкотравные и папоротниково-широкотравные с сомкнутым пологом из ивы козьей, рябины и лещины. В понижениях к ним прибавляются молодые черемуха и ольха серая.
Встречаются также березово-еловые и еловые леса лещиновые кислично-папоротниковые с черникой, где растут живучка ползучая, мицелис стенной, кислица, майник, ожика волосистая, копытень, звездчатка жестколистная, хвощи лесной или луговой, осоки лесная и пальчатая, различные папоротники, в том числе щитовники, кочедыжник, голокучник Линнея и фегоптерис связывающий, изредка встречается вероника лекарственная, бор развесистый, коротконожка лесная, ортилия однобокая. На почве развит моховой покров (40—60 процентов) из нежных дубравных мхов (атрихум, мниум, плагиомниум), эуринхиума и печеночников (плагиохилла). В межхолмовых понижениях есть участки мелколиственно-еловых с группами ольхи серой и подростом черемухи папоротниково-широкотравно-влажнотравных и папоротниково-хвощово-широкотравно-влажнотравных лесов с кочедыжником женским, щучкой дернистой, чистецом лесным, овсяницей гигантской и таволгой вязолистной по прогалинам.
По хвощово-разнотравно-влажнотравным прогалинам среди леса со старыми елями, осинами и березами растут лещина, ива пепельная, козья и пятитычинковая, встречаются таволга вязолистная, осока мохнатая, гравилат речной, дудник лесной, герань болотная, ежа сборная, медуница неясная, на почве — сплошной покров из видов плагиомниума.
Редко в квартале 2 Чеховского лесотехнического участка Новоиерусалимского участкового лесничества сохранились осиново-дубовые леса с березой лещиновые папоротниково-широкотравные со снытью, овсяницей гигантской, копытнем и зеленчуком жёлтым.
В квартале 9 на его водораздельной части преобладают еловые лещиновые кислично-папоротниковые и кислично-широкотравные с участками папоротниково-влажнотравных и влажнотравно-широкотравных леса со старыми осиной, березой, единичными дубами (диаметр до 60—70 см) и подростом клёна. В них изредка встречается земляника мускусная (редкий и уязвимый вид, не включенный в Красную книгу Московской области, но нуждающийся на её территории в постоянном контроле и наблюдении). Здесь на упавших гниющих стволах в нескольких местах найдены ежевики коралловидные — редкие грибы, занесенные в Красную книгу Московской области. Под группами елей иногда концентрируются таёжные виды: кислица, ортилия однобокая, ожика волосистая, осока пальчатая и черника.
Старовозрастные чистые еловые леса, особенно в квартале 3, в настоящее время практически повсеместно усохли в результате повреждения короедом-типографом. На их месте разрастаются лещина, малина, сныть, папоротники (кочедыжник, щитовники мужской, картузианский и распростёртый), крапива и звездчатка дубравная. Ветви упавших елей на границе сухостоев и сохранившихся участков леса покрыты лишайниками из рода гипогимния, единично встречаются эверния многообразная, уснея оголяющаяся (занесена в Красную книгу Московской области), а также редкий на территории области вид — бриория буроватая. Здесь же произрастает крайне редкий в области лишайник — пельтигера новомногопалая. На месте поврежденных короедом старовозрастных еловых лесов есть крупные массивы вывалов ели, а также вырубки, заросшие мелколесьем. К северу от пос. Котово на месте вырубки подрастают молодые лесокультуры ели. Нередко встречаются лесокультуры ели под пологом елово-березовых и еловых лесов и остатки старых лесокультур сосны и ели лещиновых кислично-зеленчуковых с группами подроста ольхи серой и черемухи, щитовниками, живучкой и осокой пальчатой, где старые единичные сосны имеют диаметр стволов до 70 см, а ели — до 60 см.
Средневозрастные осиново-березовые с подростом ольхи серой и липы влажнотравные развиты по плоским понижениям на месте сведенных лесов. В их травяном покрове участвуют хвощи луговой или лесной, щучка дернистая, овсяница гигантская, вербейники обыкновенный и монетчатый, кочедыжник женский, лютик ползучий, местами — осока пузырчатая, таволга вязолистная и камыш лесной.
Между садовыми некоммерческими товариществами «Сказка» и «Зеленый шум» к югу от них, во 2 квартале расположено верховое болото березово-сосновое пушицево-сфагновое с группами кустарничков (около 1,5 га), окруженное еловыми лесами кислично-зеленомошными и кислично-папоротниково-широкотравными с участками чернично-зеленомошных.
По оврагам и балкам представлены елово-широколиственные, а местами почти чистые широколиственные леса со значительным участием липы и клёна, встречаются вяз голый, крупные деревья черемухи. В травяном покрове кроме сныти и зеленчука растут медуница неясная, фиалка удивительная, копытень, воронец волосистый, яснотка пятнистая, колокольчик широколистный, колокольчик василистник водосборолистный, борец северный, купена многоцветковая, гнездовка настоящая (редкий и уязвимый вид, не включенный в Красную книгу Московской области, но нуждающийся на её территории в постоянном контроле и наблюдении), страусник и другие. В верхних частях оврагов нередок колокольчик крапиволистный (редкий и уязвимый вид, не включенный в Красную книгу Московской области, но нуждающийся на её территории в постоянном контроле и наблюдении).
В лесной балке на границе квартала 9 произрастают леса с участием ели, ольхи серой, черемухи, дуба, клёна платановидного, березы и осины папоротниково-влажнотравные с рябиной, ивой козьей, лещиной, малиной. В напочвенном покрове склоновых лесов обильно широкотравье (сныть, зеленчук, осока волосистая), растут купена многоцветковая и воронец колосистый, для днищ характерно влажнотравье (таволга вязолистная, бодяк овощной, хвощ лесной, дудник лесной) и крапива, изредка встречается колокольчик широколистный (редкий и уязвимый вид, не включенный в Красную книгу Московской области, но нуждающийся на её территории в постоянном контроле и наблюдении). В некоторых балках также встречен подрост вяза голого.
На террасах реки Истры имеются участки злаково-разнотравных лугов, зарастающих ивой козьей, березой и сосной, где изредка встречается купальница европейская (редкий и уязвимый вид, не включенный в Красную книгу Московской области, но нуждающийся на её территории в постоянном контроле и наблюдении), обильна чина лесная, вейник наземный, колокольчик персиколистный, а в западной части квартала 2 есть старые зарастающие залежи сорнотравно-разнотравно-злаковые.
Склоны долины реки Истры в пределах заказника в кварталах 3 и 4 покрыты спелыми хвойно-широколиственными лесами с чередованием участков еловых или березовых с участием дуба, клёна, вяза голого и липы бересклетовых широкотравных и волосистоосоковых. В нижних частях склонов много черемухи и ольхи серой, малины, подлесника многолетнего, колокольчика широколистного, хвоща зимующего, яснотки пятнистой и борца северного. По берегам реки Истры тянутся сероольшаники с черемухой высокотравные с кострецом безостым, крапивой, полынью обыкновенной, пустырником пятилопастным, повоем заборным.
На склонах долины реки Щуровки представлены еловые старовозрастные леса кустарниковые широкотравные и кислично-папоротниково-широкотравные с единичными старыми березами и осинами. Во втором ярусе часто встречается клен платановидный, кроме лещины обычны жимолость лесная и бересклет бородавчатый, редко отмечается волчеягодник, или волчье лыко обыкновенное (редкий и уязвимый вид, не включенный в Красную книгу Московской области, но нуждающийся на её территории в постоянном контроле и наблюдении). Среди широкотравья обильны сныть, копытень, пролесник, осока волосистая, зеленчук, встречаются фиалка удивительная, чина весенняя, звездчатка жестколистная. На упавших стволах старых осин отмечен ежевик коралловидный, занесенный в Красную книгу Московской области.
В пойме реки Щуровки развиты черемухово-сероольховые сообщества с кленом платановидным, вязом голым, хмелем, смородиной чёрной, малиной крапивно-снытьевые с зеленчуком, мягковолосником водяным (обилен), недотрогой мелкоцветковой, ясноткой пятнистой (обильна), чистецом лесным, пролесником многолетним, селезеночником очереднолистным, колокольчиком широколистным, хохлаткой плотной.

### Фауна
Животный мир заказника отличается хорошей сохранностью для сообществ хвойных и смешанных лесов Московской области. Основу фаунистического комплекса наземных позвоночных животных составляют характерные виды лесных местообитаний.
Всего на территории заказника отмечено обитание в общей сложности 43 видов наземных позвоночных животных — двух видов амфибий, одного вида рептилий, 28 видов птиц, 11 видов млекопитающих. В малых реках, протекающих по территории заказника, — Разварне и Щуровке встречаются два вида рыб — плотва и обыкновенный пескарь.
На территории заказника выделяются два основных зоокомплекса (зооформации) наземных позвоночных животных: хвойных и мелколиственных лесов.
В пределах зооформации хвойных лесов, представленных в заказнике разновозрастными ельниками, наиболее обычны лесная куница, рыжая полевка, обыкновенная белка, обыкновенная кукушка, большой пестрый дятел, желна, крапивник, сойка, желтоголовый королек, обыкновенный поползень, пухляк, малая мухоловка.
Участки мелколиственных лесов, преимущественно представленных березняками, в меньшей степени осинниками, населяют обыкновенный крот, обыкновенный еж, малая лесная мышь, лесной конек, соловей, рябинник, белобровик, чёрный дрозд, зарянка, чечевица, иволга, черноголовая славка, пеночка-трещотка, зелёная пеночка, длиннохвостая синица, большая синица, мухоловка-пеструшка.
В лесах разных типов встречаются обыкновенная бурозубка, лось, заяц-беляк, зяблик, певчий дрозд, пеночка-весничка, пеночка-теньковка, травяная и остромордая лягушки. Практически во всех типах местообитаний заказника обитают кабан и обыкновенная лисица.
По лесным опушкам встречается канюк; на хорошо прогреваемых лесных полянах и опушках обычна живородящая ящерица.
В окрестностях реки Малой Истры, в том числе и на территории заказника, отмечается серая цапля.

## Объекты особой охраны заказника
Охраняемые экосистемы: елово-мелколиственные и мелколиственно-еловые леса с дубом, кленом платановидным лещиновые кислично-папоротниково-широкотравные, смешанные и широколиственные леса оврагов и балок, верховое березово-сосновое пушицево-сфагновое болото, пойменные черемухово-сероольховые влажнотравные леса.
Места произрастания охраняемых в Московской области, а также иных редких и уязвимых видов растений, лишайников и грибов, зафиксированных на территории заказника.
Редкие и уязвимые виды растений, не включенные в Красную книгу Московской области, но нуждающиеся на территории области в постоянном контроле и наблюдении: волчеягодник обыкновенный, или волчье лыко, гнездовка обыкновенная, купальница европейская, земляника мускусная, колокольчики персиколистный, крапиволистный и широколистный.
Вид грибов, занесенный в Красную книгу Московской области: ежевик коралловидный.
Охраняемые в Московской области, а также иные редкие и уязвимые виды лишайников:
- вид, занесенный в Красную книгу Московской области: уснея оголяющаяся;
- иные редкие виды: бриория буроватая, пельтигера новомногопалая.